# Augers-en-Brie
 Augers-en-Brie [oʒe ɑ̃ bʁi] ist eine französische Gemeinde mit 275 Einwohnern (Stand 1. Januar 2022) im Département Seine-et-Marne in der Region Île-de-France. Sie gehört zum Arrondissement Provins und zum Kanton Provins.

## Geografie
Die Gemeinde Augers-en-Brie liegt am oberen Aubetin, etwa 17 Kilometer nördlich von Provins und 78 Kilometer östlich des Pariser Stadtzentrums. Zu Augers-en-Brie gehören die Ortsteile Corberon, Couperdrix, Ecoublay, Gondelot und Coeffrim.

## Bevölkerungsentwicklung
| Jahr      | 1962 | 1968 | 1975 | 1982 | 1990 | 1999 | 2007 |
| Einwohner | 259  | 213  | 176  | 172  | 195  | 260  | 304  |

## Sehenswürdigkeiten
- Kirche Saint-Étienne (Monument historique)[1]